# Crepischiza usambarae
Crepischiza usambarae är en skalbaggsart som beskrevs av Brenske 1903. Crepischiza usambarae ingår i släktet Crepischiza och familjen Melolonthidae. Inga underarter finns listade i Catalogue of Life.